# Schellenbrücke

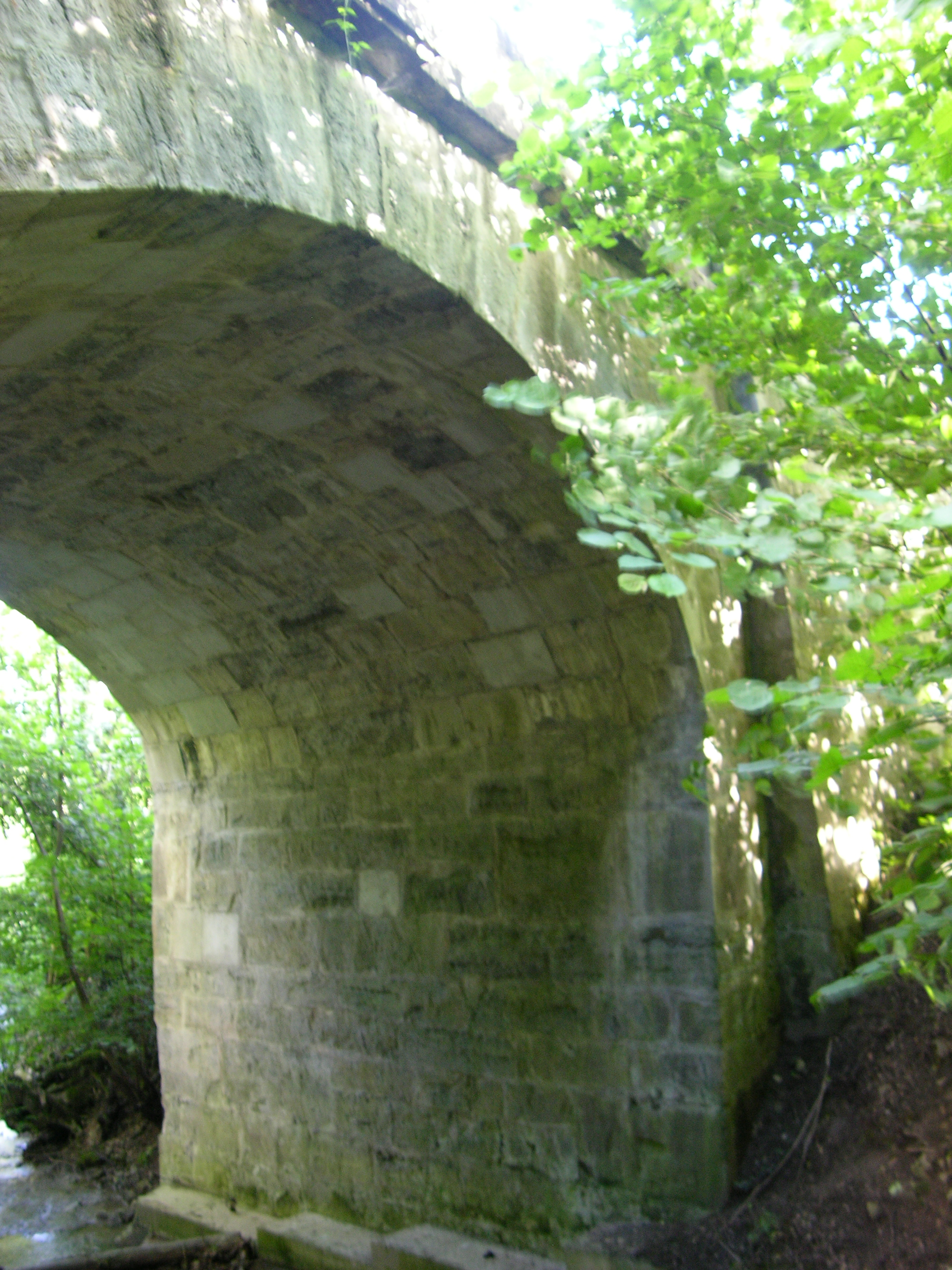
Schällebrugg

Die Schellenbrücke (schweizerdeutsch «Schällebrugg») ist eine Steinbrücke in Küttigen im Schweizer Kanton Aargau.

## Geschichte
Die Brücke wurde von 1804 bis 1810 von Sträflingen aus dem kantonalen Zuchthaus Baden erbaut. Die Arbeiter wohnten während des Baus im nahe gelegenen «Schellenhaus». Schallen- oder Schellenhaus ist ein altes Wort für Strafanstalt oder Zuchthaus, da die Sträflinge früher ein mit einer oder mehreren Schellen versehenes Schandgerät trugen.
Von 1823 bis 1923 fuhr eine regelmässige Pferdepost von Aarau über die Schällebrugg nach Stein, danach das Postauto bis Frick. 1919–1912 wurde der Linienverlauf korrigiert (Anpassung an den Autoverkehr: Bau des Dammes anstelle der Schellenbrücke und der neuen Stockstrasse im Rombach). Ende der 1990er Jahre wurde die Brücke asphaltiert, da sie als Zufahrt zu einer Baustelle diente. Sie befindet sich in der Verlängerung der neuen Staffeleggstrasse beim Gibel, bevor diese über einen Damm die Schellenbrücke umfährt und die danachfolgende steile Steigung überwindet. Paul Haller erwähnt die Brücke in seinem Gedicht De Nussbaum a dr Schällebrugg.

## Varia
Nach der Brücke wurde die «Schellenbrücke-Schicht», «Couche de Schellenbrücke» oder «Schellenbrücke-Bank» benannt. Dies ist eine geologische Schicht im Aargauer Jura, die aus Kalk oder eisenoolithischem Mergelkalk besteht, wobei Limonit-Onkoide von einigen Zentimetern Durchmesser in einer mikritischen Matrix liegen. Die Dachflächen der Bank enthalten oft limonitische Krusten, die häufig den Charakter von Endostromatolithen haben.